# Holotrichia hualiensis
Holotrichia hualiensis är en skalbaggsart som beskrevs av Kobayashi 1995. Holotrichia hualiensis ingår i släktet Holotrichia och familjen Melolonthidae. Inga underarter finns listade i Catalogue of Life.